# Enrique Ramil
Enrique Ramil (Ares, 18 juin 1984) est un chanteur, musicien, compositeur et coach vocal espagnol. Il s'est fait connaître après sa participation à des programmes tels que « OT» ', The X Factor (Espagne) et Tierra de talento (2020), où le gagnant a été proclamé.
Le chanteur, internationalement reconnu pour sa qualité vocale et son niveau d'interprétation, a sorti à ce jour quatre albums studio : V.O. (2008), Juguetes Rotos (2011), Thank You (2015) et Ramil y una noches (2019), ainsi que plus d'une vingtaine de singles tout au long de sa carrière. Il a donné des concerts en Espagne, en Amérique latine et aux États-Unis.
Dès son plus jeune âge, il s'est intéressé à la musique, mais ce n'est qu'à son transfert à Madrid qu'il a décidé de la poursuivre. Enrique Ramil a participé à diverses émissions de télévision et a enregistré plusieurs albums studio.
En 2021 il voyage à Miami où il enregistre "Mentira", "Prefiero ser la otra" et "Qué trabajo me da", singles très populaires à l'international.

## Tours
- 2007-2009: Cocó Mandala y Jazz Kidding
- 2009-2010: Enrique Ramil Quartet (Galicia)
- 2011: Gira OT 2011 (Espagne
- 2012-2020: Ramil y una noches (Espagne)
- 2021: Gira 2021 (Madrid, Panamá, Bogotá, Santiago de Chile, Ciudad de México et Caracas)